# Koryta (przystanek kolejowy)
Koryta – nieczynny wąskotorowy przystanek osobowy w Krężelewicach, w gminie Daszyna, w powiecie łęczyckim, w województwie łódzkim, w Polsce. Został otwarty w 1910 razem z linią kolejową z Krośniewic do Koryt.